# Марфін-Брод
Марфін Брод (рос. Марфин Брод)- село у Можайському районі Московської області Російської Федерації

## Розташування
Село Марфін Брод входить до складу міського поселення Можайськ, воно розташовано на північний захід від Можайська на березі річки Москви. Найближчі населені пункти Москворецька Слобода, селище Гідровузол, Тихоново, селище Медико-інструментального заводу. Найближча залізнична станція Можайськ.

## Населення
Станом на 2006 рік у селі проживало 66 осіб, а в 2010 — 82 особи.